# Okrętowy napęd jądrowy

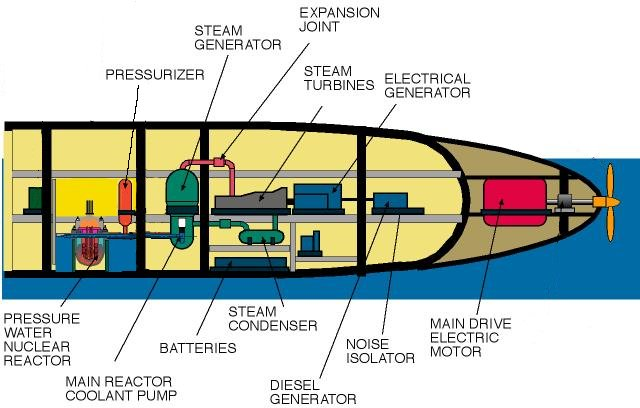
Schemat napędu turbo-elektrycznego

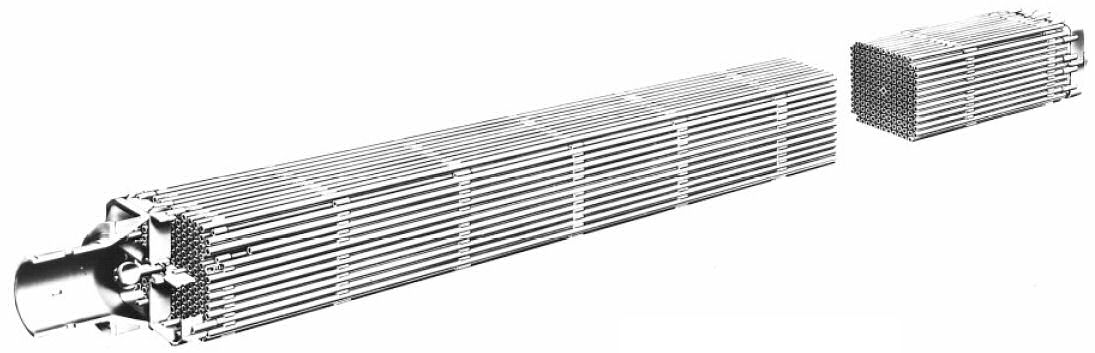
Paliwo jądrowe statku NS Savannah, złożone z 41 prętów paliwowych

Okrętowy napęd jądrowy – układ, w skład którego wchodzi między innymi silnik zasilany przez reaktor jądrowy. Najczęściej w ramach tego układu reaktor (lub reaktory) wytwarza parę, która napędza turbiny. Poprzez system przekładni turbina napędza wał.
Turbina (turbiny) mogą również napędzać generator elektryczny (lub generatory), który z kolei przekazuje wytworzoną energię elektryczną do silnika (silników) elektrycznego. W tym wariancie, stosowanym na atomowych okrętach podwodnych, eliminuje się system przekładni, będących znacznym źródłem hałasu, niepożądanego przy wykonywaniu większości zadań przez te jednostki.